# Lover's Sunset
『Lover's Sunset』（ラヴァーズ・サンセット）は、1988年7月6日に発売された柏原芳恵のオリジナル・アルバム。

## 概要
30枚目のシングル「黄昏のダイアリー」とそのB面曲「青春譜」を含む全11曲が収録されている。
2018年9月26日には、オリジナルの収録曲に加えてアルバム未収録シングル「愛しただけよ」とそのB面曲「ゆめいろクラブ」を追加収録し、『Lover's sunset+2』としてユニバーサルミュージックより、紙ジャケット仕様でSHM-CDが発売された。

## 収録曲

### LP

#### Side A
1. NA・GI・SA（Opening Version）
作詞：藤原安寿　作曲：安藤直弘　編曲：倉田信雄
2. 風のサマードレス
作詞：原真弓　作曲：岸正之　編曲：倉田信雄
3. 別れたての夜は
作詞：来生えつこ　作曲：松本俊明　編曲：若草恵
4. 青春譜
作詞：荒木とよひさ　作曲：堀内孝雄　編曲：萩田光雄
  - シングル「黄昏のダイアリー」のB面曲。
5. サヨナラからの愛
作詞：原真弓　作曲：三浦一年　編曲：倉田信雄
6. NA・GI・SA
作詞：藤原安寿　作曲：安藤直弘　編曲：倉田信雄

#### Side B
1. みじかい季節
作詞：藤原安寿　作曲：前田保　編曲：倉田信雄
2. 黄昏のダイアリー
作詞：荒木とよひさ　作曲：堀内孝雄　編曲：萩田光雄
  - 30枚目のシングルA面曲。
3. いつとはなしに
作詞：来生えつこ　作曲：吉実明宏　編曲：若草恵
4. 25時のJUNCTION
作詞：岩沢律　作曲：前田保　編曲：倉田信雄
5. マリータの伝説
作詞：許瑛子　作曲：萩田光雄　編曲：倉田信雄

### CD
1. NA・GI・SA（Opening Version）
2. 風のサマードレス
3. 別れたての夜は
4. 青春譜
5. サヨナラからの愛
6. NA・GI・SA
7. みじかい季節
8. 黄昏のダイアリー
9. いつとはなしに
10. 25時のJUNCTION
11. マリータの伝説

### Lover's sunset +2（SHM-CD）
1. NA・GI・SA（Opening Version）
2. 風のサマードレス
3. 別れたての夜は
4. 青春譜
5. サヨナラからの愛
6. NA・GI・SA
7. みじかい季節
8. 黄昏のダイアリー
9. いつとはなしに
10. 25時のJUNCTION
11. マリータの伝説
[Bonus Track]
12. 愛しただけよ
作詞・作曲：浜口庫之助　編曲：竜崎孝路
  - 31枚目のシングルA面曲。
13. ゆめいろクラブ
作詞：中山大三郎　作曲：浜口庫之助　編曲：鷺巣詩郎
  - 31枚目のシングルB面曲。